# Macromalthinus belemensis
Macromalthinus belemensis es una especie de coleóptero de la familia Cantharidae.

## Distribución geográfica
Habita en Brasil.